# Arena del Sole
L'Arena del Sole est un théâtre permanent de Bologne.

## Histoire et description
Le bâtiment historique qui abrite le théâtre est situé Via della Indipendenza, en face du grand monument équestre de Giuseppe Garibaldi.
L'inscription Luogo dato agli spettacoli diurni (« Lieu dédié aux spectacles diurnes ») se détache sur la façade néoclassique. En fait, l'Arena del Sole est née comme un théâtre de jour en plein air, inauguré le 5 juillet 1810, sur le terrain du couvent des religieuses dominicaines de Santa Maria Maddalena, supprimé à l'époque napoléonienne. Le cloître intérieur de l'ancien couvent subsiste, utilisé pour les spectacles en été. Le bâtiment actuel, conçu par Gaetano Rubbi et inauguré en 1888, présente des sculptures d'Alfredo Neri.
Pendant un siècle, il a fonctionné comme une arène pour les spectacles d'été, avec une saison allant de Pâques à fin septembre. Il accueillait autrefois toutes les principales compagnies de théâtre italiennes, dont, assidûment, celle d'Angelo Pezzaglia, qui avait pour vedette la très jeune nièce du régisseur, l'actrice Paola Pezzaglia, plus tard interprète cinématographique du cinéma muet. En 1916, l'arène est équipée de couvertures amovibles, ce qui permet d'utiliser la structure même pendant la saison hivernale, à la fois comme théâtre et comme cinéma.
Au cours des décennies suivantes, la popularité croissante du cinéma comme forme de divertissement a conduit à une augmentation du nombre de films en programmation au détriment des représentations théâtrales. En 1949, la salle est définitivement transformée en cinéma.
En 1984, le bâtiment a été acheté par la municipalité de Bologne. Il y eut une reprise immédiate de l'activité théâtrale, sous la direction artistique de Iouri Lioubimov, mais après deux saisons il fut décidé de la suspendre pour entamer la nécessaire rénovation et modernisation du théâtre.
Rouverte le 20 février 1995, la « nouvelle » Arena del Sole dispose de deux salles (la « Sala Grande » de 888 places, et la plus petite et plus intime « Sala Interaction » au sous-sol), et d'un espace ouvert appelé « il Chiostro dell'Arena », une cour obtenue du cloître de l'ancien couvent avant la construction du théâtre, où se déroulent les spectacles d'été.

## Programmation
Les saisons théâtrales dans les deux salles couvertes s'étendent généralement d'octobre à mai, avec plus de 40 spectacles à l'affiche. La programmation de la « Sala Grande » est dédiée aux productions des principales compagnies de théâtre italiennes et internationales, des classiques de la dramaturgie aux comédies et comédies musicales contemporaines. Dans la plus petite salle, principalement des monologues sont mis en scène. Durant l'été la programmation se poursuit avec diverses animations mises en place dans le cloître. Depuis 2006, l'Arena del Sole gère également la salle du petit Teatro delle Moline, situé dans la rue du même nom, dans le quartier universitaire.
Le théâtre, propriété de la municipalité de Bologne, a été confié en 1995 à la direction de la coopérative Nuova Scena (fondée en 1968 par Dario Fo et Vittorio Franceschi). Mais en 2014, après 20 ans, la direction est passée à la Fondation Emilia Romagna Teatro, Théâtre National.